# كفر عبيدا
كفرعبيدا هي إحدى القرى اللبنانية من قرى قضاء البترون في محافظة الشمال.

## الموقع والخصائص
كفر عبيدا بلدة ساحلية وسياحية وأثرية، تقع في قضاء البترون محافظة الشمال، مركز المحافظة طرابلس، ومركز القضاء البترون، ترتفع عن سطح البخر حوالي 58م ، تبعد عن العاصمة بيروت حوالي 50كم، في منتصف الطريق بين جبيل والبترون، وهي البلدة الأولى في محافظة الشمال بعد جسر المدفون، وتبعد عن طرابلس 31 كم، وعن البترون 3 كم. خطوط الطول والعرض الخاصة بالقرية هي:34.2269190 - 35.6601120 . تبلغ مساخة أراضيها حوالي 340 هكتارًا، قسمها أوتوستراد بيروت- طرابلس إلي قسمين: قسم داخلي ويعرف بقرية "فدعوس"، وفسم ساحلي المعروف بكفر عبيدا ، ومع مرور الزمن اتفق الأهالي على توحيدهما تحت اسم واحد وهو "كفرعبيدا". أهم الزراعات بها اللوز والكرمة والزيتون والخضار. هجرها عددٌ كبير من أهلها بسبب أحداث الربع الأخير من القرن العشرين، عاد بعضهم إليها بينما استقرّ البعض الآخر في مناطق لبنانية واغترابية، مثل: استراليا وكندا ودول الخليج.
والبلدة تمتلك شاطًئً يعتبر من أحد أبرز وأجمل شواطئ لبنان الصخرية. بعض مياهه الجوفية تصبّ مباشرة بالقرب من الكهوف البحرية المكوّنة بفعل العوامل الطبيعة، ما يجعل مياهها أبرد وأقل ملوحة. وتعتبر مياهها مسكناً لثروة مائية مثل السلاحف البحرية.

## التسمية والآثار
اسم كفرعبيدا آرامي- سرياني يعني " محلة المعبود" والراجح أن سبب التسمية مقام أو صنم أو معبد فينيقي، أما فدعوس فمنسوبة إلي أسرة سكنتها ولا تزال، والكلمة سريانية وتعني مفدوغ الرأس. وكفرعبيدا بلدة أثرية غارقة في القدم مرت على سواحلها شعوب فاتحة من البابليين الى الحيثيين فالمصريين والكلدانيين والفرس واليونان والرومان والبيزنطيين والعرب والأتراك وغيرهم، وجميعهم تركوا آثارا. أما عن الآثار فتوجد في البلدة آثار فينيقية أهمها كتابات منقوشة على الصخور ونواويس ومجموعة آبار، فهناك بئر رومانية تعرف بالصهريج معقودة بالحجر، وكانت تستعمل لتخزين المياه وجمعها لسقي الخيول والمواشي، ويبلغ طولها 12 مترا وعرضها 6 أمتار وعمقها 6 أمتار، ومن آبار البلدة أيضا بئر ضهر الخان، وبئر وادي عبيد، وبئر كانت تستخدم كإهراء لحفظ المؤونة في العهد الروماني، وتقع جنوب ساحة كنيسة مار سركيس، بالإضافة إلى مغارة تقع قي وادي عبيد شمالي البلدة، كما يوجد بالبلدة معاصر قديمة نذكر منها: معصرة ضهر الخان في منطقة حرف ديلان بجانب الطريق القديم على الصخر المعروف ببلاطة الريحانة، وبقربها بئر ماء، وكان هذا البناء خانا، ومحطة للرحالة والمارة، ومعصرة البرج، وتقع في محلة البرج غرب الطريق القديم وبقربها بئر ماء، ومعصرة القريقفات على طريق القديم وبقربها جرن محفور في الصخر، ومعصرة المنزول وتقع في محلة المنزول، ومعروفة بالدبشة.

## عائلاتها
عائلات كفر عبيدا كثيرة من الطائفة المارونية والطائفة الأرثوذكسية، وأهم اسماء العائلات هناك - إبراهيم، أبو سلوم، سلومن الياس، انظون، باخوس، بدوي، بطرس، جبرايل، الخوري، رومانوس، الزبيدي، زود، ساسين، سليم، سليمان، سمعان، شاهين، شديد، شعلان، شكور، شومان، ضاهر، طنوس، عبود، عون، فارس، فدعوس، مارون، موسى، نادر، هيكل، يعقوب، يوسف، يونان، جمال.